# برندی استیشن (ویرجینیا)
برندی استیشن (به انگلیسی: Brandy Station) یک منطقهٔ مسکونی در ایالات متحده آمریکا است که در شهرستان کالپپر، ویرجینیا واقع شده‌است.